# エピログレーザー

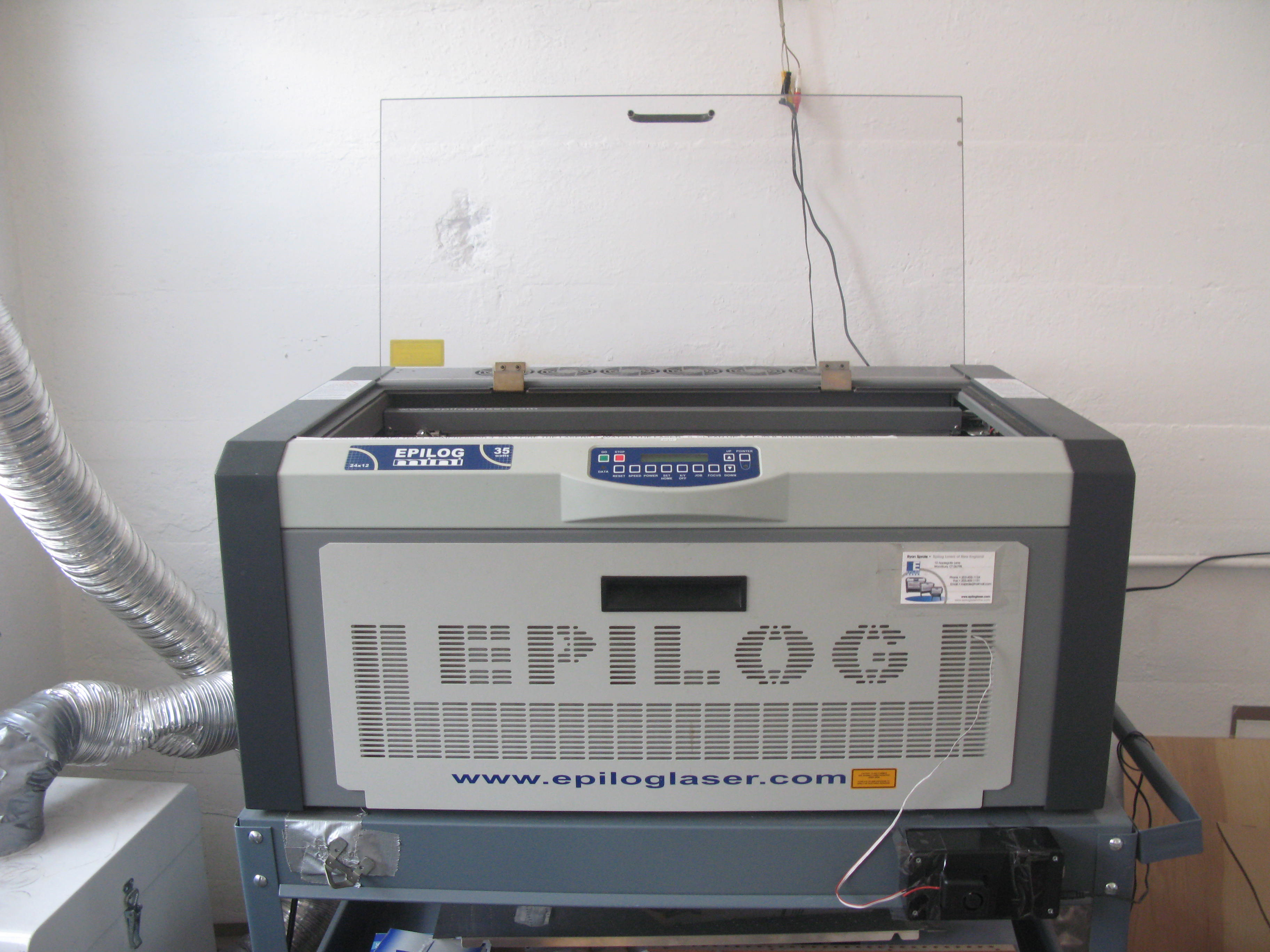
Epilog Mini 24

エピログレーザー（Epilog Laser）は、 レーザー加工機（レーザーカッター）、レーザー発振器、オプションパーツの販売、ソフトの開発を行っているアメリカ合衆国の工作機械メーカー。

## 事業
一般的に使われているレーザー加工機よりもさらに強力でハイスペックのCO2レーザーを開発し、2006年には金属・プラスチックに特化したFiberMarkシリーズをリリース。
2008年には小型で低価格のエントリーモデルZingを発表。
2012年にはFrost＆Sullivan社からNorth American Customer Support Value Enhancement Awardを受賞。

## 製品
- Zing 16
- mini 18
- mini 24
- HELIX 24
- Fusion 32
- Fusion 40
- FiberMark 24
- FiberMark Fusion 32

## 業種・業界
- 看板切り文字
- 贈答品への名入れ
- 建築模型
- ゴム印の彫刻
- 木製玩具への名入れ
- ペットタグ
- 表札
- 象嵌・螺鈿細工
- ネームプレート
- アクリル製
- 木製盾
- ノートPC・MP3のカスタマイズ
- 電子部品へのマーキング
- ウェディングメモリアル
- デニム地へのマーキング装飾
- 木への彫刻・切断
- 招待状やカードなど紙の切り抜き
- 写真彫刻
- 石材への彫刻
- バーコードマーキング
- ガラスエッチング
- マーク地カット
- 工具への名入れ
- 鏡への彫刻
- 宝飾製品へのマーキング
- 医療機器へのマーキング
- ノベルティーグッズ名入れ
- フォトフレームの加工・彫刻
- ステーショナリーへの名入れ
- アパレルカット・マーキング